# 趙映光
趙映光（1968年1月5日—），男，民主進步黨黨員。曾任民主進步黨台北市黨部第18屆評議委員會召集人、民主進步黨台北市黨部選舉對策委員會召集人、民主進步黨台北市黨部代理主委、民主進步黨台北市黨部第11－15屆執行委員、臺北市選舉委員會監察委員。
趙氏曾為北聯幫大哥，兒子趙介佑曾為民主進步黨台北市黨部選舉對策委員會委員並涉及販毒與詐欺等犯罪案件，妹妹趙心瑜為民主進步黨臺北市黨部執行長。